# COLLECTION 1996〜1999
『COLLECTION 1996〜1999』は、シンガーソングライター古家学のベスト・アルバムである。日本コロムビアから発売された。

## 収録曲
1. いつか通り過ぎていく
2. 夢の続きへ
3. ペダル
4. いつも君は泣いていた
5. 手さぐりの都会（まち）の中で
6. 君といた季節
7. 柿の木坂で
8. 地図のない僕でいたい
9. 朝焼けの少年
10. 愛だけが苦しすぎて
11. 雨のピリオド (1999 mix)
12. 大丈夫
13. 僕が歩く場所 (1999 mix)
14. スロープ